# Ifta
Ifta – dzielnica miasta Treffurt w Niemczech, w kraju związkowym Turyngia, w powiecie Wartburg. Do 30 grudnia 2013 jako gmina należała do wspólnoty administracyjnej Creuzburg, która dzień później została rozwiązana. Następnie do 31 grudnia 2018 wchodziła w skład wspólnoty administracyjnej Hainich-Werratal.